# Bruce Bradley
Myron Bruce Bradley (Los Angeles, 15 gennaio 1947) è un ex pallanuotista statunitense, vincitore di una medaglia di bronzo a Monaco 1972.